# Шабастовка
Шабасто́вка (укр. Шабастівка) — село в Уманском районе Черкасской области Украины.
Население по данным 2023 года составляло 642 человека. Население по переписи 2001 года составляло 819 человек. Почтовый индекс — 19132. Телефонный код — 4746.

## Местный совет
19132, Черкасская обл., Монастырищенский р-н, с. Шабастовка, ул. Ленина, 1.

## Известные люди
В селе родился Коломиец, Стефан Владимирович (1896—1970) — советский военачальник, генерал-майор.